# David Kaltbrunner
David Kaltbrunner (Milaan, 26 december 1829 - Parijs, 28 september 1894) was een Zwitsers geograaf, spoorweg- en postambtenaar, vertaler, reiziger en auteur.

## Biografie

### Jeugd en opleiding
David Kaltbrunner was een zoon van Jean Marc Etienne Kaltbrunner en Louise Marguerite Elisabeth Pettremant. Hij bracht zijn jeugd door in Genève. In 1847 vatte hij zijn studies aan aan de Academie van Genève, waar hij landmeetkunde en sociale filosofie studeerde. In 1858 trouwde hij met Marie Louise Schopfer, een dochter van Mathias Schopfer. In 1882 werd hij weduwnaar, waarna hij in 1883 hertrouwde met Sophie Euphrosine Scheurmann.

### Spoorweg- en postbeambte
Dankzij zijn netwerk van persoonlijke relaties raakte hij geïnteresseerd in Costa Rica en maakte hij een reis naar Midden-Amerika op 23-jarige leeftijd. Tussen 1852 en 1862 was hij directiesecretaris bij de federale postdiensten in Bern, waar hij vanaf 1855 ook werkte als vertaler Frans. De Bondsraad benoemde hem vervolgens tot directeur  van het postdistrict van Genève (1862-1868). In 1868 nam hij de leiding over de Société Anonyme des Moulins de Mons-Djémila in Sétif in Frans-Algerije, een fabriek van tarwemolens voor agrarische exploitatie onder leiding van Henri de Saussure. Na zijn terugheer naar Zwitserland werkte Kaltbrunner als secretaris en vertaler bij de Schweizerische Nordostbahn en bij de Gotthardvereinigung, waar hij in Zürich met name samenwerkte met Alfred Escher en Josef Zingg (1869-1871). Na dezelfde functies te hebben bekleed bij de Gotthardbahn in Luzern (1871-1879), werd hij secretaris van de Wereldpostunie in Bern (1879-1881).

### Geograaf
Op 52-jarige leeftijd besloot Kaltbrunner zich uitsluitend aan de geografie te wijden. Nadat hij via zijn overzeese reizen diverse internationale contacten had gelegd, was hij lid van verschillende Zwitserse geografische verenigingen, waarbinnen hij werd gewaardeerd om zijn intellectuele bijdrage en zijn institutionele gewicht als hoog ambtenaar. Hij schreef met name de Manuel du voyageur (1879) et de Aide-mémoire du voyageur (1881), twee boeken die in heel Europa werden vertaald en verkocht en die een epistemologie voor ontdekkingsreizen voorstelden. Zijn handboeken ontvingen talloze uiterst positieve recensies en werden verschillende keren opnieuw uitgegeven. Dit succes vormde, even snel als onverwacht, een keerpunt in de carrière van Kaltbrunner, die uitgroeide tot een van de meest gerenommeerde westerse geografen. Na de oprichting van het Internationaal Geografisch Instituut in Bern in 1880 plande hij de oprichting van een internationale school voor reisvoorbereiding in Genève (1881). Ondanks een context die, ook in Zwitserland, de ondekkingsreizen en het kolonialisme genegen was, bleven deze initiatieven zonder vervolg. Kaltbrunner vestigde zich vervolgens in 1882 in Parijs, waar hij woonde terwijl hij verschillende opdrachten uitvoerde, waaronder de brochure L’Afrique en 1890 (1890) en de delen over het Afrikaanse continent in de Nouveau dictionnaire de géographie universelle van Louis Vivien de Saint-Martin (1887-1892).

## Werken
- (fr)  "Notices sur Costa-Rica présentées à la Société de géographie de Genève" in Le Globe, 6, 1867, p. 255-315.
- (fr)  "Recherches sur l’origine des Kabyles" in Le Globe, 10, 1871, p. 31-75.
- (fr)  Manuel du voyageur, 1879.
- (fr)  Nouveau dictionnaire de géographie universelle, 7 delen, 1879-1900 (David Kaltbrunner schreef de teksten over het Afrikaanse continent in de delen 3 tot 5, 1887-1892).
- (fr)  Aide-mémoire du voyageur. Notions générales de géographie mathématique, de géographie physique, de géographie politique, de géologie, de biologie et d'anthropologie à l'usage des voyageurs, des étudiants et des gens du monde, 1881.
- (fr)  L’Afrique en 1890, 1890.